# Новая Лебежайка
Новая Лебежайка — село в Старокулаткинском районе Ульяновской области России, в составе Зелёновского сельского поселения.
Население - 103 (2010)

## История
В Списке населённых мест Российской империи по сведениям за 1859 год упоминается как казённая деревня Новая Лебежайка Хвалынского уезда Саратовской губернии, расположенная при речке Зерыклейке по просёлочному тракту из Хвалынска в город Кузнецк (через село Елшанку) на расстоянии 22 вёрст от уездного города. В населённом пункте имелось 42 двора, проживали 148 мужчин и 154 женщины. 
Согласно переписи 1897 года в деревне проживали 536 жителей (257 мужчины и 279 женщины), из них православных - 535.
Согласно Списку населённых мест Саратовской губернии 1914 года деревня Ново-Лебежайка относилась к Старо-Лебежайской волости. По сведениям за 1911 год в деревне насчитывалось 122 двора, проживали 781 житель (362 мужчины и 419 женщин). В селе проживали преимущественно бывшие государственные крестьяне, чуваши, составлявшие одно сельское общество. В деревне имелась министерская школа.

## География
Село находится в пределах Приволжской возвышенности, являющейся частью Восточно-Европейской равнины, при ручье (ниже села Зарыклей) на высоте около 150 метров над уровнем моря. Почвы - чернозёмы остаточно-карбонатные.
Село расположено примерно в 22 км по прямой в восточном направлении от районного центра посёлка городского типа Старая Кулатка. По автомобильным дорогам расстояние до районного центра составляет 39 км, до областного центра города Ульяновска - 230 км. В 4 км по прямой в западном направлении расположено село Старая Лебежайка (Саратовская область)
Часовой пояс
Новая Лебежайка, как и вся Ульяновская область, находится в часовой зоне МСК+1. Смещение применяемого времени относительно UTC составляет +4:00.

## Население
Динамика численности населения по годам:
| Годы      | 1859 | 1897 | 1911 | 1989 | 2002 |
| --------- | ---- | ---- | ---- | ---- | ---- |
| Население | 302  | 536  | 781  | ≈200 | 138  |

| 2010 |
| ---- |
| 103  |

Национальный состав
Согласно результатам переписи 2002 года чуваши составляли 67 % населения села.